# Kiss Me First
Kiss Me First è una miniserie televisiva britannica creata da Bryan Elsley e diretta da Misha Manson-Smith. Va in onda dal 2 aprile 2018 su Channel 4.
A livello internazionale, la serie è stata distribuita dal 29 giugno 2018 sul servizio on demand Netflix.

## Trama
Leila è una ragazza dipendente da una piattaforma di videogiochi chiamata Azana. Mentre gioca, incontra la fiduciosa e fredda adolescente Tess, che nasconde un oscuro segreto. Nel mondo reale, le due ragazze diventano amiche, ma un giorno Tess scompare, allora Leila decide di assumere l'identità della sua amica per riuscire a svelare il mistero dietro la sua scomparsa.

## Episodi
| Stagione       | Episodi | Prima TV UK | Pubblicazione Italia |
| -------------- | ------- | ----------- | -------------------- |
| Prima stagione | 6       | 2018        | 2018                 |